# 아델린 루돌프
아델린 루돌프(Adeline Rudolph, 1995년 2월 10일 ~ )는 독일-한국 혼혈 영국 국적 배우이다. 넷플릭스 드라마 《사브리나의 오싹한 모험》에서 어둠의 마법 학교 학생 '애거사' 역으로 출연했다. 홍콩에서 나고 자랐으며, 어머니는 한국인, 아버지는 독일인이다.

## 출연작 목록

### 텔레비전
| 연도    | 제목                   | 원제                           | 배역          | 비고       |
| ------- | ---------------------- | ------------------------------ | ------------- | ---------- |
| 2018-20 | 사브리나의 오싹한 모험 | Chilling Adventures of Sabrina | 애거사 나이트 |            |
| 2021    | 리버데일               | Riverdale                      | 미네르바 마블 | 3회분 출연 |
| 2022    | 레지던트 이블          | Resident Evil                  |               |            |